# IC 1822
IC 1822 је појединачна звијезда у сазвјежђу Кит која се налази на листи објеката дубоког неба у Индекс каталогу.
Деклинација објекта је - 8° 33' 44" а ректасцензија 2h 35m 42,3s.